# San Francisco (Costa Rica)
San Francisco es una antigua población de Costa Rica, fundada el 4 de octubre de 1544 por el gobernador de la provincia de Nueva Cartago y Costa Rica, Diego Gutiérrez y Toledo, a orillas del río Suerre o Reventazón, a treinta millas de la costa del Mar Caribe. En ese sitio existía una gran casa ovalada, hecha de cañas y con techo de hojas de palma muy bien trenzadas, que servía como residencia al rey indígena de Suerre cuando iba a pescar al río. En ella se instaló el gobernador y allí recibió las visitas de los reyes indígenas de Suerre y de Cuyupa y otros señores de la región. Sin embargo, las crueldades de Gutiérrez y Toledo exasperaron a los indígenas, que incendiaron los pueblos aledaños, talaron los árboles frutales y se retiraron a los montes. Los pobladores de San Francisco, acosados por el hambre, tuvieron que abandonar la población a las pocas semanas de su fundación.
- Datos: Q6118737